# HMS Northumberland (1798)
De HMS Northumberland 1798 was een Brits oorlogsschip met 74 kanonnen van de Royal Navy.
Het werd te water gelaten op 2 februari 1798 in een scheepswerf in Barnard, Deptford (London). Het werd gedegradeerd tot hulk in februari 1827.
De Northumberland is vooral bekend geworden doordat het schip in 1815 Napoleon naar zijn ballingsoord Sint-Helena bracht.

## Over het schip

### Bewapening
Het schip had in het totaal 74 kanonnen.
Het merendeel van de kanonnen stond op de zijkanten gericht en bevonden zich op twee verschillende dekken.
Het onderste kanondek had 28 kanonnen die munitie afvuurde van 32 pond zwaar (14,5 kg).
Het bovenste kanondek had 30 kanonnen die projectielen afvuurden van 18 pond (8,1 kg).
op het achterdek van het schip bevonden zich nog 12 kanonnen die projectielen van 9 pond (4 kg) afvuurden.
Vooraan het schip waren er 4 kanonnen die projectielen van 9 pond afvuurden.

### Classificatie
De HMS Northumberland uit 1798 was een linieschip van de derde klasse van de Britse Royal Navy. Derde klasse (third rate) verwijst naar een schip dat tussen de 64 en 80 kanonnen aan boord had, met twee verschillende kanondekken. Ship of the line (linieschip) duidt op de eigenschap dat het schip sterk genoeg was om deel te nemen aan een tactiek genaamd line of battle, gebruikt bij maritieme oorlogvoering. Hier ging een vloot maritieme schepen in één lijn achter elkaar aan varen. Dit had als hoofddoel om te vermijden dat eigen schepen geraakt zouden worden en zorgde er ook voor dat er sneller na elkaar geschoten kon worden.

### Kapiteins
Het schip heeft gevaren onder verschillende kapiteins:
- 07/1798 - Capt. E. W.C. ROWEN
- 08/1798 - Capt. George MARTIN
- 1805 - Capt. George TOBIN
- 1811 - Capt. Henry HOTHAM
- 1818 - Capt. James WALKER
- 1822 - Capt. Thomas James MALING

## Missies

### De blokkade van Malta
- In de zomer van 1800 heeft de HMS Northumberland deelgenomen in de blokkade van Malta. Dit samen met andere Britse schepen zoals de: HMS Genereaux, HMS Stately, HMS Charon, HMS Princess Charootte, HMS Palles, HMS Penelope, HMS Santa Teresa, HMS Succes, HMS Niger, HMS Champion, HMS Bonne Citoyenne, HMS Port Mahon, HMS Vincelo, HMS Minorca en HMS Strombolo.
- In de nacht van 14 augustus zeilden twee Franse fregatten, Justice en Diane, weg van Valletta. Deze werden onmiddellijk achtervolgd door meerdere schepen. Bij deze achtervolging kon de Diane verslagen worden. De Justice kon in het donker ontsnappen.

### De slag van Santo Domingo
In februari 1806 maakte de HMS Northumberland deel uit van een eskader dat zocht naar enkele Franse schepen die gezien waren in de nabijheid van de Kaapverdische eilanden. Toen het Brits eskader langs de Mona Passage voer, kon het fregat Magicienne bevestigen dat de Franse schepen voor de kust van Santo Domingo lagen. De acht Franse schepen werden aangevallen door het Brits eskader in twee divisies. De schepen HMS Superb, HMS Nortumberland, HMS Spencer en HMS Agamemnon vielen aan met wind tegen terwijl de schepen HMS Canopus, HMS Donegal en HMS Atlas aanvielen met de wind mee. Bij deze aanval zijn de schepen L'Alexander, Le Jupiter en Le Brave overgenomen en werden de L'Imperial en de La Diomede naar de kust gejaagd waar ze vernield werden. Bij deze slag verloor de HMS Northumberland 21 bemanningsleden, waaronder 1 adelborst , 18 zeelieden, 1 marinier en 1 admiraals kok. Er raakten ook nog 75 bemanningsleden gewond, waarvan 9 officieren, 48 zeelieden en 18 mariniers.(Sommige bronnen spreken ook over 74, 75 of 79 gewonden)

### De verovering van de Glaneuse
Op 22 november 1810 kon de HMS Northumberland samen met de HMS Armada een Frans kapersschip, de Glaneuse, gevangennemen. Dit schip had slechts 14 kanonnen en 85 bemanningsleden. Zowel de HMS Northumberland als de HMS Armada waren schepen van Third Rate Class met elk 74 kanonnen aan boord. Het Franse kapersschip was nog maar zes weken ver op zijn eerste vaartocht en had nog geen enkele verovering gemaakt.

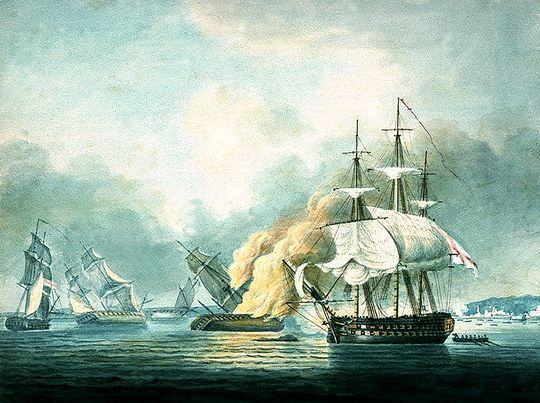
HMS Northumberland in gevecht

### 19 januari 1812
De HMS Northumberland onder leiding van Kapitein H. Hotham, was bevolen om samen met een kleinere kanonneerboot, de Growler, twee Franse fregatten en een kleiner zeilschip te onderscheppen die gezien waren toen ze Lorient verlieten. De Franse fregatten voeren inlands waar ze onder dekking stonden van kustbatterijen, de HMS Northumberland slaagde erin zich op te stellen dicht bij de zeewaartse zijde van een rots, Le Graul. Van daaruit dwong hij de Franse schepen om langs hem te varen waardoor ze op de rotsen vastliepen. De HMS Northumberland bestookte de schepen anderhalf uur met kanonvuur. De rompen van de getroffen schepen liepen hierdoor grote gaten op en zo werd de bemanning gedwongen om aan land te gaan. De Growler heeft het bombardement verdergezet tot de twee fregatten vuur vatten en ontploften. Er volgde een derde vuur en een explosie wanneer ook het zeilschip werd vernietigd. De twee Franse fregatten waren de Arianne en de Andromaque, de schepen bezaten elk 44 kanonnen en 450 bemanningsleden. Deze schepen hadden in hun vaartocht langs de Atlantische Oceaan 36 schepen vernietigd.

### Het transport van Napoleon
Op 7 Augustus 1815 werd Napoleon Na zijn overgave vanop de HMS Bellerophon overgedragen aan de HMS Northumberland, in het bijzijn van de HMS Ceylon, HMS Bucephalus, HMS Tonnant en de HMS Eurotas. De volgende dag vertrokken deze schepen richting Sint-Helena waar Napoleon voor de rest van zijn leven onder Britse bewaking verbleef.

## Het einde van het schip
In 1827 werd het schip omgebouwd tot een Hulk. Dit gebeurde door de zeilmasten weg te halen en hierdoor was het schip niet langer zeewaardig. Uiteindelijk zou het schip in 1850 terug naar Barnard Deptford gebracht worden om daar afgebroken te worden.